# David Dowlen
David Dowlen (* 3. Februar 1960 in Houston, Texas) ist ein ehemaliger US-amerikanischer Tennisspieler.

## Leben
Dowlen war 1978 US-amerikanischer Juniorenmeister. Er studierte an der University of Houston und wurde zweimal in die Bestenauswahl All-American gewählt. An der Universität lernte er den nigerianischen Studenten und Tennisspieler Nduka Odizor kennen, der in der Folge sein Doppelpartner wurde. 1983 konnten beide in Monterrey ihren ersten Doppeltitel auf der ATP Tour erringen. Das darauf folgende Jahr war das erfolgreichste in ihrer Karriere, sie gewannen zwei Doppeltitel und standen bei drei weiteren Turnieren im Finale. Zudem erreichte Dowlen mit der Viertelfinalteilnahme in Cleveland sein bestes Einzelresultat. 1985 folgte der vierte und letzte gemeinsame Doppeltitel und eine weitere Finalteilnahme. Zudem standen sie im Viertelfinale des Masters-Turniers von Cincinnati.
1988 errang Dowlen an der Seite von Marcel Freeman den Doppeltitel des Challenger-Turniers von Guadeloupe. Insgesamt gewann er im Laufe seiner Karriere vier ATP-Doppeltitel, weitere vier Mal stand er in einem Finale. Seine höchste Notierung in der Tennisweltrangliste erreichte er 1984 mit Position 95 im Einzel und Position 30 im Doppel.
Im Einzel war sein bestes Resultat bei einem Grand-Slam-Turnier die Zweitrundenteilnahme in Wimbledon 1982. In der Doppelkonkurrenz erreichte er 1983 das Viertelfinale der US Open. Zudem stand er 1982 im Achtelfinale der Australian Open und 1983 im selbigen von Wimbledon.

## Erfolge
| Legende                                               |
| Grand Slam                                            |
| Tennis Masters Cup                                    |
| ATP Masters Series                                    |
| ATP Championship Series ATP International Series Gold |
| ATP World Series ATP International Series (4)         |
| ATP Challenger Series (3)                             |

| ATP-Titel nach Belag |
| Hartplatz (1)        |
| Sand (1)             |
| Rasen (1)            |
| Teppich (1)          |

### Doppel

#### Turniersiege

##### ATP Tour
| Nr. | Datum             | Turnier      | Belag     | Partner      | Finalgegner                | Ergebnis      |
| --- | ----------------- | ------------ | --------- | ------------ | -------------------------- | ------------- |
| 1.  | 28. Februar 1983  | Monterrey    | Teppich   | Nduka Odizor | Andy Andrews John Sadri    | 3:6, 6:3, 6:4 |
| 2.  | 7. Mai 1984       | Forest Hills | Sand      | Nduka Odizor | Ernie Fernández David Pate | 7:6, 7:5      |
| 3.  | 14. Oktober 1984  | Tokio        | Hartplatz | Nduka Odizor | Mark Dickson Steve Meister | 6:7, 6:4, 6:3 |
| 4.  | 15. Dezember 1985 | Sydney       | Hartplatz | Nduka Odizor | Wally Masur Broderick Dyke | 6:4, 7:6      |

##### Challenger Tour
| Nr. | Datum            | Turnier    | Belag     | Partner           | Finalgegner                    | Ergebnis      |
| --- | ---------------- | ---------- | --------- | ----------------- | ------------------------------ | ------------- |
| 1.  | 5. März 1984     | Bahrain    | Hartplatz | Nduka Odizor      | Marty Davis Larry Stefanki     | 7:6, 4:6, 6:3 |
| 2.  | 18. Oktober 1987 | Las Vegas  | Hartplatz | Glenn Layendecker | Mark Basham Charles Beckman    | 6:1, 6:2      |
| 3.  | 17. April 1988   | Guadeloupe | Hartplatz | Marcel Freeman    | Russell Barlow Jonathan Canter | 6:3, 6:3      |

#### Finalteilnahmen
| Nr. | Datum            | Turnier    | Belag       | Partner      | Finalgegner                     | Ergebnis      |
| --- | ---------------- | ---------- | ----------- | ------------ | ------------------------------- | ------------- |
| 1.  | 26. März 1984    | Boca Raton | Hartplatz   | Nduka Odizor | Mark Edmondson Sherwood Stewart | 6:4, 1:6, 4:6 |
| 2.  | 2. April 1984    | Houston    | Sand        | Nduka Odizor | Pat Cash Paul McNamee           | 5:7, 6:4, 3:6 |
| 3.  | 27. Oktober 1985 | Melbourne  | Teppich (i) | Nduka Odizor | Brad Drewett Matt Mitchell      | 6:4, 6:7, 4:6 |